# پیزان (آریزونا)
پیزان (به انگلیسی: Payson) شهری در شهرستان جیلا ایالت آریزونا است که در سرشماری سال ۲۰۱۰ میلادی، ۱۵٬۳۰۱ نفر جمعیت داشته است. پیزان، به‌طور رسمی در تاریخ ۱۹۷۳ میلادی به‌عنوان یک شهر شناخته شد.